# 茨城県道135号猿島常総線
茨城県道135号猿島常総線（いばらきけんどう135ごう さしま じょうそう せん）は、茨城県坂東市内の一般県道である。

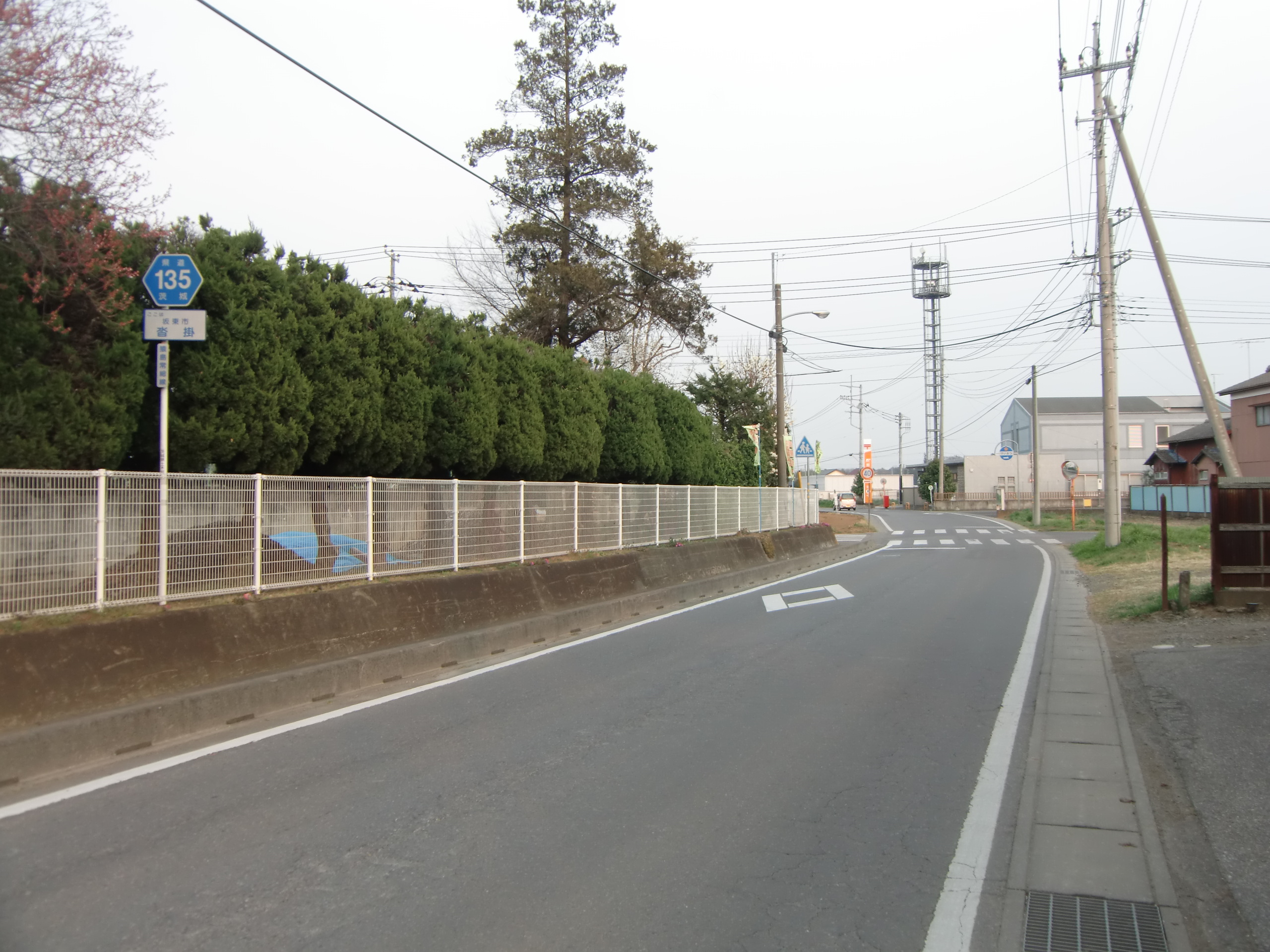
坂東市沓掛（2011年4月）

## 概要
坂東市坂井の茨城県道137号若境線・前原交差点より分岐南下し、同市沓掛を経て同市大口の国道354号に至る延長約15 kmの路線。坂東市内北東部域を南北に縦断し、ほぼ西仁連川に沿うように道路が延びる。路線名の「猿島」は、平成の大合併以前の坂東市の旧自治体のひとつである猿島郡猿島町に由来する。

### 路線データ
- 起点：茨城県坂東市逆井2210-1番地（茨城県道137号若境線交点＝前原交差点）[1]
- 終点：茨城県坂東市大口字加房木2580番1地先（国道354号交点）[2]
- 総延長：15.198 km[3]
- 重用延長：0.017 km[3]
- 未供用延長：なし[3]
- 実延長：15.181 km[3]
- 自動車交通不能区間延長[注釈 1]：なし[3]

## 歴史
1963年（昭和38年）4月5日、前身にあたる県道猫実猿島線を廃止し、
猿島郡猿島町大字逆井を起点とし、水海道市本町の終点まで至る区間を県道猿島水海道線として茨城県が県道路線認定した。1995年（平成7年）に、整理番号変更により現在の整理番号135となり、2006年（平成18年）、平成の大合併で水海道市から常総市と自治体名称変更となったことから現在の路線名である県道猿島常総線に路線名変更となり現在に至る。

### 年表
- 1959年（昭和34年）10月14日：現在の路線の前身に当たる県道猫実猿島線（猿島郡岩井町大字猫実 - 猿島郡猿島町大字沓掛､図面対象番号100）が路線認定される[5]。
- 1963年（昭和38年）4月5日：県道猿島水海道線（整理番号100）として路線認定される[6]。
- 1964年（昭和39年）7月3日：車両制限令第5条1項[注釈 2]に基づく指定（路線対象番号100 猿島水海道線：若境線分岐点 - 土浦野田線交点）を受ける[7]。
- 1995年（平成7年）3月30日：整理番号159から現在の番号（整理番号135）に変更される[8]。
- 1995年（平成7年）9月4日：猿島郡猿島町大字沓掛（主要地方道結城岩井線・沓掛交差点） - 大字内野山（一般県道高崎岩井線）のバイパス道路を新設する道路区域（3.31 km）が決定する[9]。
- 2002年（平成14年）4月1日：岩井市大字幸田新田 - 同市大字猫実の区間が、通行する車両の最大重量限度25トンの道路に指定される[10]。
- 2004年（平成16年）2月5日：猿島町大字山地内で道路拡幅改良する区間（1.985 km）が決定[11]。
- 2004年（平成16年）4月14日：岩井市大字猫実新田 - 同市大字大口のバイパス道路（840m）が開通[12]。
- 2005年（平成17年）2月14日：岩井市大字大口 - 同市大字猫実（国道354号）の旧道（668m）が県道指定解除により市道に降格する[2]。
- 2006年（平成18年）4月1日：現在の路線名である猿島常総線へ改称[13]。

## 路線状況
道路法の規定に基づき、坂東市逆井（前原交差点） - 同市沓掛（沓掛交差点）間は、緊急輸送道路として機能を維持するため、災害発生時の被害拡大防止を目的に道路用地内に電柱を建てることが制限されている。

### 道路施設
- 馬内橋（西仁連川、坂東市内野山）
- 幸田橋（飯沼川、坂東市幸田新田）

## 地理

### 通過する自治体
- 茨城県
  - 坂東市

### 交差する道路
- 茨城県道137号若境線（坂東市逆井 起点・前原交差点）
- 茨城県道20号結城坂東線（坂東市沓掛 沓掛交差点）
- 茨城県道136号高崎坂東線（坂東市内野山 内野山小前交差点）
- 茨城県道123号土浦坂東線（坂東市勘助新田 勘助新田交差点）
- 国道354号バイパス（坂東市猫実 / 猫実新田）
- 国道354号（坂東市大口）

### 沿線
- 坂東市立逆井山小学校（坂東市逆井）
- 坂東市役所猿島庁舎（坂東市山）
- 坂東市立沓掛小学校（坂東市沓掛）
- 猿島郵便局（坂東市猿島）
- 坂東市立内野山小学校（坂東市内野山）